# Schiza
Schiza (gr. Σχίζα) – mała grecka wyspa na Morzu Śródziemnym (dokładniej na jego części, Morzu Jońskim) położona przy południowo-zachodnim krańcu Peloponezu. 
Leży w administracji zdecentralizowanej Peloponez, Grecja Zachodnia i Wyspy Jońskie, w regionie Peloponez, w jednostce regionalnej Mesenia, w gminie Pylos-Nestoras.
Ma ona nieregularny kształt i powierzchnię 12,3 km² (148. pod względem wielkości wyspa Morza Śródziemnego), ale jest niezamieszkana jak wskazuje spis ludności z 2011 roku. Wymiary wyspy to ok. 6,7 na 3 km. Najwyższym wzniesienie stanowi Wigla w północnej części wyspy o wysokości 201 m n.p.m. Wybrzeże jest skaliste, jedynie w południowej części znajdują się plaże. Razem z sąsiednią mniejszą wyspą Sapiendza i kilkoma skalistymi wysepkami tworzy archipelag Mesiniakies Inuses. Wspólnie wchodzą one również w skład obszaru chronionego programem Natura 2000. Wstęp na wyspę jest ściśle zabroniony, grozi znalezieniem się w polu ostrzału greckiej marynarki. W południowej części wyspy, około 400 metrów od morskiego brzegu, można znaleźć wapienne korytarze skalne z czasów trzeciorzędu, które jednakże są bardzo trudno dostępne.